# Toll de l'Esqueix
El Toll de l'Esqueix és un gorg d'aigua a la vall del riu Brugent que es troba a l'antic camí del Pinetell a Farena, a la comarca de la Conca de Barberà. El toll és d'aigua cristal·lina i disposa d'una petita platja de pedres que facilita el bany. Dos ponts tibetans de fusta, que conformen el Pont de l'Esqueix, connecten les dues ribes permetent superar el desnivell.